# Сушков, Борис Григорьевич
Борис Григорьевич Сушков (2 января 1941, Михайлов — 3 декабря 1997, Москва) — русский математик, организатор науки, преподаватель МФТИ. Лауреат премии Совета Министров СССР.

## Биография
Родился в семье Григория Митрофановича Сушкова и его супруги Любови Михайловны Терёшиной в г. Михайлове Рязанской области. Позже семья переехала в Минскую область (Белорусская ССР), куда его отец был направлен на работу в качестве директора сельскохозяйственного техникума (он окончил ТСХА по специальности «агроном»). Склонность к науке пробудилась у Бориса в возрасте около 4 лет: участвуя в домашних занятиях старших родственников с его тётей (которой в то время было 9 лет), по знанию глобуса, а затем и по другим «предметам» он догнал, а вскоре и обогнал старшую родственницу. В школе Борис отличался способностями к устному счёту.
В 1959 г. поступил на факультет аэромеханики и летательной техники МФТИ, который успешно закончил в 1965 г. Окончив аспирантуру МФТИ с базовой кафедрой в Вычислительном центре АН СССР, в 1968 г. был принят в ВЦ в отдел методов оптимизации и теории управления, возглавлявшийся академиком АН СССР Н. Н. Моисеевым. В 1970 г. защитил диссертацию «Математическое исследование модели физиологических управляющих систем» на соискание учёной степени кандидата физико-математических наук (научный руководитель — В. Г. Срагович).
Ещё в аспирантуре вёл занятия в МФТИ; с 1969 г., с созданием факультета управления и прикладной математики (первый декан факультета — профессор Н. Н. Моисеев), разработал и проводил ряд курсов по математике и информатике.
С 1973 г. работал в Отделе теории и методов автоматизации проектирования ВЦ АН СССР, созданном по инициативе академиков АН СССР А. А. Дородницына и Н. Н. Моисеева, над общими вопросами теории автоматизации проектирования, участвовал в создании учебного пособия для студентов МФТИ.
В 1972 г. усовершенствовался в летней школе в Ганновере (ФРГ), в 1979 г. — в университете Эссекса (Англия).
С 1979 г. создал в отделе Сектор проектирования систем реального времени. Собственный подход к надёжной и эффективной автоматизации широкого класса систем жёсткого реального времени с периодически поступающей входной информацией довёл до работающих систем под управлением первоначально ОС ЕС ЭВМ, а затем и под ОС Windows. Соответствующая инструментальная система получила название САПР «СРВ-Конструктор». Из-за экономических трудностей 1990-х годов эта система оказалась невостребованной. В 1990-е годы расширялись направления деятельности сектора, в частности, был решён ряд важных задач для ОАО Газпром, связанных с оценками запасов газа и оптимизацией его добычи.
2 декабря 1997 г. после сообщений в СМИ о крупной аварии на шахте «Зыряновская» (недоступная ссылка) и резкого перепада погоды в Москве (за один день потеплело почти на 20 градусов) у Бориса Григорьевича, страдавшего гипертонической болезнью, произошёл инсульт; на следующий день он скончался.
Сотрудники и друзья вспоминают Бориса Григорьевича как глубоко порядочного человека, увлекательного преподавателя, проницательного и разностороннего учёного и инженера.

## Избранные труды
- Петров А. А., Срагович В. Г., Сушков Б. Г. Математическая модель глазодвигательного аппарата // Физиология вестибулярного анализатора. М.: Наука, 1968. 0.5 п.л.
- Сушков Б. Г. Математическое исследование моделей физиологических управляющих систем : Автореф. дис. … канд. физ.-мат. наук. — М., 1970. — 9 с.
- ДИНАМО — язык математического моделирования : (Форм. описание) / Р. Н. Беркович, П. П. Корявов, Ю. Н. Павловский, Б. Г. Сушков ; — Москва: ВЦ АН СССР, 1972. — 30 с.
- Отчёт о командировке в ФРГ для участия в Летней школе по математическому моделированию / П. П. Корявов, Б. Г. Сушков; АН СССР. ВИНИТИ. — Москва, 1973. — 7 с.
- Самыловский А. И., Сушков Б. Г. Кусочно-линейная аппроксимация невыпуклого множества полиэдром // ЖВМиМФ, 19:4 (1979), 878—888.
- Минимизация времени выполнения работ, представленных сетевой моделью, при нефиксированных параметрах сети / А. В. Мищенко, Б. Г. Сушков. — М.: ВЦ АН СССР, 1980. — 25 с.
- Описание процесса проектирования роторных машин с помощью сетевых множеств / Н. П. Крутиков, Б. Г. Сушков, Н. Н. Варёных, В. Ю. Архангельский. — М. : ВЦ АН СССР, 1989. — 18 с.
- Оценка параметров газовой залежи с помощью обобщённой динамической модели / П. А. Гереш, Б. Г. Сушков, М. Г. Фуругян и др. — М. : ВЦ РАН, 1994. — 36 с. — (Сообщения по прикл. математике. Рос. АН, ВЦ).
- Нейронные сети для построения маршрутов в сетях / Б. Г. Сушков. — М. : ВЦ РАН, 1995. — 29 с. — (Сообщения по прикладной математике. Рос. акад. наук, Вычисл. центр).

Учебные пособия
- Курочкин В. М., Столяров Л. Н., Сушков Б. Г., Флёров Ю. А. Теория и реализация языков программирования: Курс лекций. — М.: МФТИ, 1973. || . — 2-е изд. — 1978.
- Мазурик В. П., Сушков Б. Г., Флёров Ю. А. Сборник задач по вычислительным системам. — Долгопрудный, 1975. — 118 с. — 500 экз.
- Флёров Ю. А., Мазурик В. П., Медведев А. Е., Сушков Б. Г. Теория автоматизированных систем проектирования. — М., 1978.

Научно-просветительские издания
- Корявов П. П., Сушков Б. Г. Имитация динамических процессов. — М.: Знание, 1973. — 64 с. — (Новое в жизни, науке и технике. Сер. Математика, кибернетика. № 12).
- Сушков Б. Г. ЭВМ управляет экспериментом : (Вычислит. системы реал. времени). — М.: Знание, 1987. — 32 с. — (Новое в жизни, науке и технике. Сер. Математика, кибернетика. № 9).

Список научных статей Б. Г. Сушкова
- в ИСИР РАН
- на Math-Net.ru
- в РИНЦ

Редакторская деятельность
Б. Г. Сушков уделил внимание и редакторской деятельности по переводу книг по математике, теории и практике программирования. Нет сомнения, что если бы после известных политических событий конца 1980-х во многих российских научных издательствах не сократилось бы качественно финансирование на выпуск переводных изданий, то приводимый ниже список был бы полнее. К сожалению, в планы учёного вносила поправки и цензура. Так, двухтомник Дж. ван Гига «Прикладная общая теория систем», подготовленный и уже вышедший было в Свет в 1981 г., был изъят из распространения и почти весь уничтожен. 
Обоснование ныне кажется совершенно несуразным — в книге был приведён пример, как диалектически могут быть поняты гражданами усилия правительства по расширению пропускной способности автодорог (в книге указывалось, что если пропускную способность автодороги повысить без учёта всех обстоятельств, то может получиться так, что ею станет выгодно (удобно, целесообразно) пользоваться большему количеству водителей и тогда и после расширения дороги на ней снова могут возникнуть «пробки»).
- Гиг ван Дж. Прикладная общая теория систем. В 2-х кн. Пер. с англ. под ред. к.ф.-м.н. Б. Г. Сушкова и д-ра философ. наук В. С. Тюхтина. М.: Мир, 1981 г. Кн. 1. 336 с. и Кн. 2. 733 с.
- Ин Цин Маун. Использование Турбо-Пролога / Ц. Ин, Д. Соломон; Перевод с англ. Д. Ю. Буланже, О. Л. Кондратьева; Под ред. Б. Г. Сушкова. — М.: Мир, 1993. — 606 с.; ISBN 5-03-001181-1

## Награды и премии
- Премия Совета Министров СССР в области науки и техники (1981).
- Медаль «В память 850-летия Москвы» (1997).